# Jelena Biełowa
Jelena Pawłowna Biełowa (ros. Елена Павловна Белова, ur. 25 lipca 1965 w Magnitogorsku) – rosyjska biathlonistka reprezentująca również barwy ZSRR oraz WNP, dwukrotna medalistka olimpijska i pięciokrotna medalistka mistrzostw świata.

## Kariera
W Pucharze Świata zadebiutowała 15 marca 1990 roku w Kontiolahti, zajmując drugie miejsce w biegu indywidualnym. Tym samym już w swoim debiucie nie tylko zdobyła punkty, ale od razu stanęła na podium. W zawodach tych rozdzieliła Jiřinę Pelcovą z Czechosłowacji i Dorinę Pieper z RFN. W kolejnych startach jeszcze pięć razy stanęła na podium, nie odnosząc jednak żadnego zwycięstwa. Wszystkie miejsca na podium wywalczyła w sprincie: 17 marca 1990 roku w Kontiolahti, 11 lutego 1992 roku w Albertville i 13 lutego 1993 roku w Borowcu była trzecia, a 21 grudnia 1991 roku w Hochfilzen i 20 marca 1993 roku w Kontiolahti zajmowała drugie miejsce. Najlepsze wyniki osiągnęła w sezonie 1991/1992, kiedy to zajęła 14. miejsce w klasyfikacji generalnej, a w klasyfikacji sprintu była trzecia.
W 1991 roku wystartowała na mistrzostwach świata w Lahti, gdzie była siódma w sprincie. Ponadto razem z Jeleną Gołowiną i Swietłaną Pieczorską zwyciężyła w sztafecie, a w biegu drużynowym zdobyła złoto wspólnie z Gołowiną, Swietłaną Paramyginą i Swietłaną Dawydową. Rok później wzięła udział w igrzyskach olimpijskich w Albertville, zdobywając brązowy medal w sprincie. Uległa tam jedynie swej rodaczce Anfisie Riezcowej i Niemce Antje Misersky. Razem z Riezcową i Jeleną Mielnikową zajęła też trzecie miejsce w sztafecie. W tym samym roku była druga w biegu drużynowym podczas mistrzostw świata w Nowosybirsku, gdzie startowała razem z Inną Szeszkil, Anfisą Riezcową i Swietłaną Pieczorską. Brała też udział w mistrzostwach świata w Borowcu w 1993 roku, gdzie była trzecia w sprincie, za Kanadyjką Myriam Bédard i swą rodaczką - Nadieżdą Tałanową. Rosjanki w składzie: Swietłana Paniutina, Nadieżda Tałanowa, Olga Simuszyna i Jelena Biełowa zdobyły brąz w sztafecie.

## Osiągnięcia

### Igrzyska olimpijskie
| Rok  | Miejscowość | Konkurencje | Konkurencje | Konkurencje | Konkurencje | Konkurencje | Konkurencje | Konkurencje |
| Rok  | Miejscowość | IN          | SP          | PU          | MS          | RL          | MR          | SR          |
| ---- | ----------- | ----------- | ----------- | ----------- | ----------- | ----------- | ----------- | ----------- |
| 1992 | Albertville | –           | 3.          | nd.         | nd.         | 3.          | nd.         | –           |

### Mistrzostwa świata
| Rok  | Miejscowość | Konkurencje | Konkurencje | Konkurencje | Konkurencje | Konkurencje | Konkurencje | Konkurencje |
| Rok  | Miejscowość | IN          | SP          | PU          | MS          | RL          | MR          | SR          |
| ---- | ----------- | ----------- | ----------- | ----------- | ----------- | ----------- | ----------- | ----------- |
| 1991 | Lahti       | –           | 7.          | nd.         | nd.         | 1.          | nd.         | –           |
| 1992 | Nowosybirsk | –           | –           | nd.         | nd.         | –           | nd.         | –           |
| 1993 | Borowec     | 40.         | 3.          | nd.         | nd.         | 3.          | nd.         | –           |

### Puchar Świata

#### Miejsca w klasyfikacji generalnej
| Sezon     | Miejsce |
| --------- | ------- |
| 1989/1990 | 30.     |
| 1990/1991 | 32.     |
| 1991/1992 | 14.     |
| 1992/1993 | 14.     |
| 1993/1994 | 18.     |
| 1994/1995 | 40.     |

#### Miejsca na podium chronologicznie
| Lp. | Dzień      | Rok  | Miejscowość | Konkurencja                | Lokata | Pudła   | Czas biegu | Strata | Zwycięzca       |
| --- | ---------- | ---- | ----------- | -------------------------- | ------ | ------- | ---------- | ------ | --------------- |
| 1.  | 15 marca   | 1990 | Kontiolahti | Bieg indywidualny na 15 km | 2.     | 1+2+2+2 | 57:23,8    | +33,6  | Jiřina Pelcová  |
| 2.  | 17 marca   | 1990 | Kontiolahti | Sprint na 7,5 km           | 3.     | 1+2     | 23:15,6    | +36,9  | Anne Elvebakk   |
| 3.  | 21 grudnia | 1991 | Hochfilzen  | Sprint na 7,5 km           | 2.     | 0+2     | 27:26,6    | +35,4  | Antje Harvey    |
| 4.  | 11 lutego  | 1992 | Albertville | Sprint na 7,5 km           | 3.     | 2+0     | 24:29,2    | +21,6  | Anfisa Riezcowa |
| 5.  | 13 lutego  | 1993 | Borowec     | Sprint na 7,5 km           | 3.     | 0+1     | 24:29,2    | +19,8  | Myriam Bédard   |
| 16. | 20 marca   | 1993 | Kontiolahti | Sprint na 7,5 km           | 2.     | 1+1     | 23:19,5    | +16,1  | Anfisa Riezcowa |